# تاریا مارکا
تاریا مارکا (به اسپانیایی: Taruja Marka) یک کوه در پرو است که در Peru, Puno Region واقع شده‌است. تاریا مارکا ۵٬۰۰۰ متر بالاتر از سطح دریا واقع شده‌است.